# Gemini-Raumschiff
| Gemini-Raumschiff                        | Gemini-Raumschiff       |
| ---------------------------------------- | ----------------------- |
| Gemini 7 in der Erdumlaufbahn            |                         |
| Beschreibung                             |                         |
| Verwendung:                              | Erdumlaufbahn           |
| Besatzung:                               | 2: Kommandant und Pilot |
| Abmessungen                              |                         |
| Höhe (Landekapsel mit Kopplungsadapter): | 3,4 m                   |
| Höhe (Geräteeinheit):                    | 2,3 m                   |
| Höhe (gesamt):                           | 5,8 m                   |
| Durchmesser:                             | 3,0 m                   |
| Masse:                                   | 3800 kg                 |
| Gemini-Raumschiff                        |                         |

Das Gemini-Raumschiff wurde von der US-amerikanischen Raumfahrtbehörde NASA für das Gemini-Programm verwendet. In den Jahren 1964 bis 1966 kam es zu zwei unbemannten und zehn bemannten Flügen, wodurch wesentliche Erfahrungen für das Apollo-Programm und die Mondlandung gewonnen werden konnten.

## Anforderungen
Das Gemini-Programm sollte die Lücke zwischen dem Mercury-Programm und dem bereits projektierten Apollo-Programm füllen.
Das Raumschiff sollte die Entwicklung und Erprobung von verschiedenen Methoden und Prozeduren ermöglichen, die für eine bemannte Mondlandung unbedingt notwendig waren:
- Triebwerke, die nicht nur Lageänderungen, sondern auch Bahnänderungen ermöglichen
- Einrichtungen für Rendezvous- und Kopplungsmanöver
- Einrichtungen für Außenbordeinsätze
- Durchführung von Langzeitflügen von bis zu zwei Wochen
- Steuerung während des Wiedereintritts

Außerdem sollte das Gemini-Raumschiff von damals verfügbaren Raketen ins All transportiert werden und existierende Raketenoberstufen als Kopplungsziel verwenden.
Gegenüber Mercury forderte dies eine andere Konstruktion. Die wichtigsten Unterschiede waren dabei der modulare Aufbau, bei dem viele Elemente von außerhalb der Kabine zugänglich waren, und die Verwendung von Schleudersitzen im Fall eines Startabbruchs.

## Namensgebung
Der lateinische Name Gemini bedeutet Zwilling und bezeichnet vor allem die Zwillinge Castor und Pollux aus der römischen Mythologie sowie das nach ihnen benannte Sternbild der Zwillinge. Für das Raumschiff wurde dieser Name gewählt, weil es zwei Astronauten aufnehmen konnte. Offiziell erhielt das Programm seinen Namen am 3. Januar 1962, nachdem im Dezember 1961 um Vorschläge gebeten worden war. Der Name Gemini wurde von zwei Personen vorgeschlagen.

## Entwicklung
Wie zuvor das Mercury-Raumschiff wurde auch das Gemini-Raumschiff von der Firma McDonnell in St. Louis entwickelt und gefertigt. Der Entwurf stammte vom Kanadier Jim Chamberlin, der zuvor für die Aerodynamik des Abfangjägers CF-105 Arrow zuständig gewesen war. Die Entwicklung erfolgte in enger Abstimmung mit den NASA-Astronauten, die durch Virgil Grissom vertreten waren.
Frühe Entwürfe des Gemini-Raumschiffs basierten auf einer Erweiterung des Raumschiffs Mercury, genannt Mercury Mark II. Die notwendigen Umbauten hätten jedoch dazu geführt, dass die vorhandenen Trägerraketen das Raumschiff nicht hätten starten können. Aus diesem Grunde wurde das Raumschiff von Grund auf neu konstruiert.
Ein anderer Entwurf aus der Frühzeit verfolgte den Gedanken, dass das Raumschiff nicht im Wasser, sondern auf festem Land niedergehen sollte, was eine Bergung durch die US-Marine unnötig gemacht hätte. Zu diesem Zweck sollten Gleitschirme und ein Fahrwerk installiert werden. Dieser Entwurf setzte sich nicht durch. Ein Prototyp kann heute im Royal Museum im schottischen Edinburgh besichtigt werden.

## Aufbau und Ausstattung

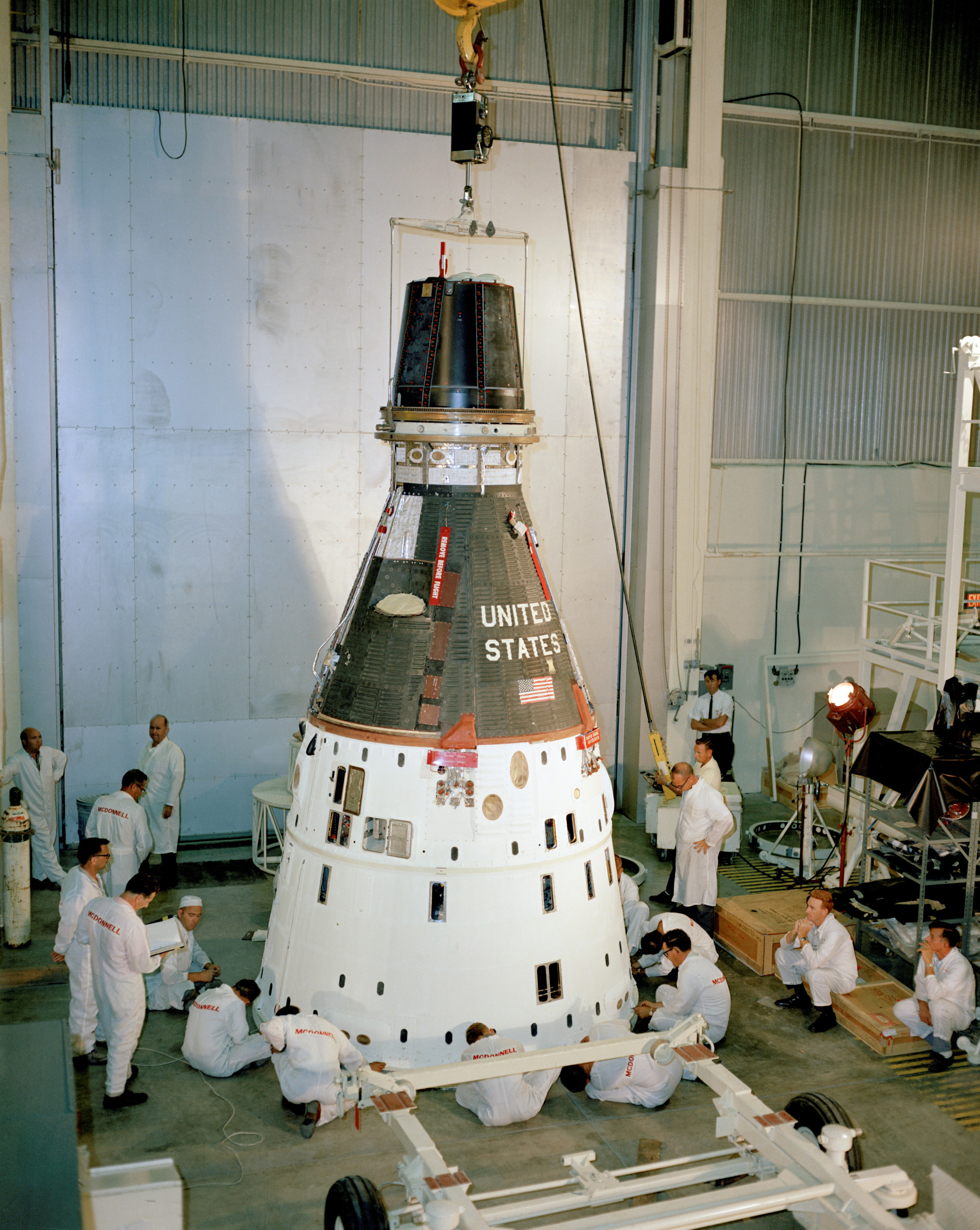
Das Gemini-Raumschiff besteht aus mehreren Teilen.

### Aufbau
Das Raumschiff bestand aus drei Teilen: Kopplungsadapter, Landekapsel und Geräteeinheit. Die Struktur des Raumschiffs bestand hauptsächlich aus Titan und Magnesium, als Kompromiss zwischen Belastbarkeit und Gewicht.
Eine der größten Unterschiede zum Mercury-Raumschiff war eine separate Antriebs- und Geräteeinheit, die verschiedene Systeme enthielt. Vor dem Start waren diese Geräte von außen zugänglich. Dieser Teil des Raumschiffs wurde vor dem Wiedereintritt abgesprengt und verglühte in der Erdatmosphäre.
Der ablative Hitzeschild befand sich am breiten Ende des Wiedereintrittmoduls.

### Landekapsel

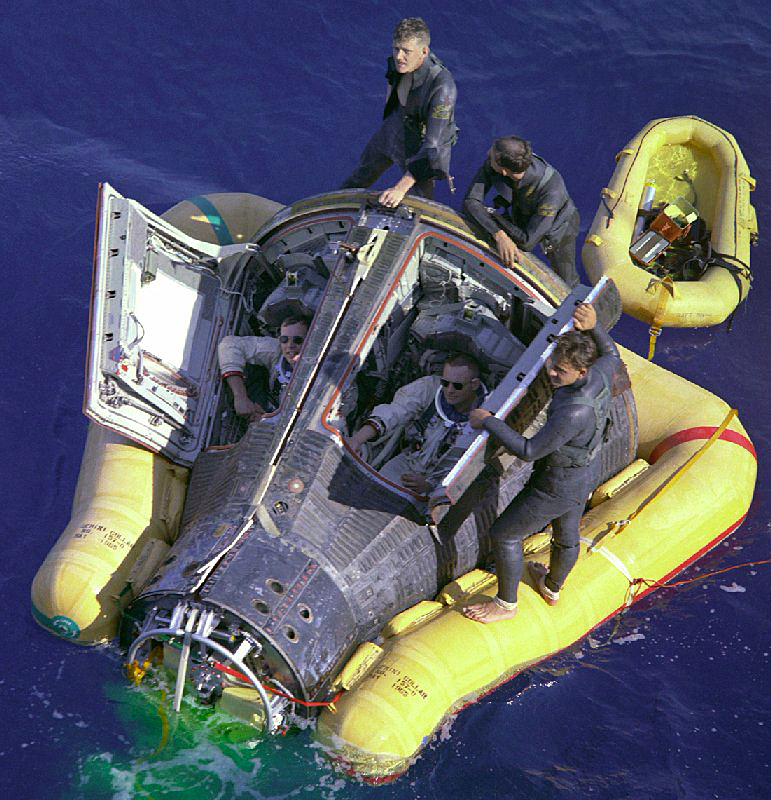
Bergung von Gemini 8: Scott und Armstrong befinden sich noch in der Landekapsel, umgeben von drei Froschmännern

#### Kabine
Die Kabine enthielt zwei Konturenliegen sowie Instrumente, Lebenserhaltungssysteme und die elektrische Versorgung. Die Kabine bot nicht viel Raum, die Astronauten stießen mit dem Helm fast gegen die Luke. Ausstrecken konnte sich die Besatzung kaum. Das Aus- und Einsteigen bei einem Außenbordeinsatz war äußerst mühsam. Aufgrund der Enge nannten die Astronauten das Raumschiff scherzhaft "Gusmobile", nach Gus Grissom, dem kleinsten aus ihrer Gruppe.
Die beiden Luken konnten während des Aufenthalts im Weltraum geöffnet und geschlossen werden, so dass Aktivitäten außerhalb des Raumschiffs möglich waren. Die Luken wurden mechanisch verriegelt und öffneten sich nach außen. Ein dreifach verglastes Sichtfenster in der Luke ermöglichte Beobachtungen. Im Notfall wurden die Luken beim Auslösen des Schleudersitzes automatisch geöffnet.

#### Schleudersitz
Bei einem Fehlstart oder einem Problem während der Wasserung hätten die Astronauten den Schleudersitz verwenden können, der von der Firma Weber Aircraft hergestellt wurde.
Jeder der beiden Astronauten konnte im Notfall den Schleudersitz aktivieren, wobei aber immer beide Sitze ausgelöst wurden. Der Mechanismus hätte zuerst die Luken aufgesprengt, dann die Sitze aus dem Raumschiff herauskatapultiert. Eine im Sitz eingebaute Rakete hätte die Astronauten aus der Gefahrenzone gebracht, wobei Beschleunigungen bis zu 24 g zu ertragen gewesen wären, bis sich der Fallschirm mit einem Durchmesser von 8,5 m geöffnet hätte.
Beim Startabbruch von Gemini 6 war Walter Schirra kurz davor, die Schleudersitze auszulösen, weil sich die Triebwerke kurz nach der Zündung wieder abgeschaltet hatten und die Gefahr bestand, dass die Rakete, falls sie bereits abgehoben hätte, zurück auf die Startrampe stürzen würde. Er verzichtete aber darauf, weil er (korrekterweise) vermutete, dass die Rakete – entgegen der Anzeige – noch gar nicht abgehoben hatte.

#### Fallschirme

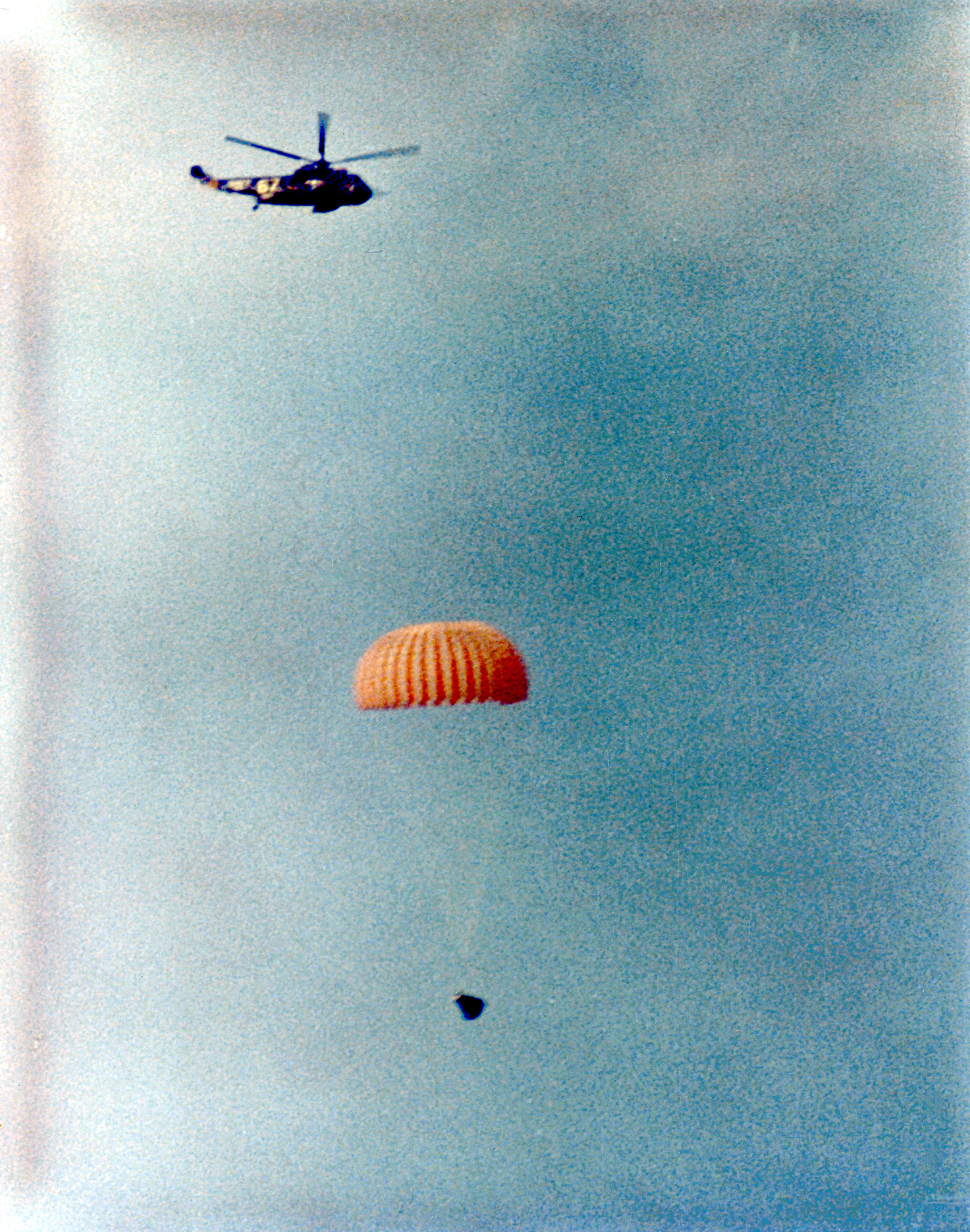
Gemini 12 am Fallschirm

Vor der Wasserung wurde das Gemini-Raumschiff durch mehrere Fallschirme, die nacheinander zum Einsatz kamen, verlangsamt.
Der erste Fallschirm (High Altitude Drogue Parachute) hatte einen Durchmesser von 2,5 m und war an der Spitze des Kopplungsadapters untergebracht. Er wurde in einer Höhe von 15.000 m ausgelöst.
In einer Höhe von 3200 m wurde der nächste Fallschirm, der sogenannte Pilot-Schirm mit einem Durchmesser von 5,6 m, durch die Astronauten ausgelöst. Kurz nachdem er sich entfaltet hatte, wurde in einer Höhe von 3000 m der Kopplungsadapter abgesprengt, wodurch der Hauptschirm aus der Haltung gezogen wurde und sich entfaltete. Der Hauptschirm hatte einen Durchmesser von 25,7 Metern und bestand aus Nylonstreifen in weiß und orange.
Im Fall der Fehlfunktion des High Altitude Drogue Parachute hätten die Astronauten den Kopplungsadapter manuell absprengen und den Hauptschirm auslösen können. Bei einem Totalversagen wäre es immer noch möglich gewesen, sich mit dem Schleudersitz aus dem Raumschiff zu katapultieren. Wäre dies in einer Höhe über 2300 m geschehen, wäre ein Ballonschirm zum Einsatz gekommen, der den Astronauten stabilisiert und verzögert hätte, bis sich in einer Höhe von 1700 m der Fallschirm öffnete. Der Ballonschirm hatte einen Durchmesser von etwa 120 cm und eine Länge von 140 cm. Er konnte bis in einer Höhe von 22.500 m verwendet werden.

### Technische Einrichtungen

#### Energieversorgung
Die Energieversorgung erfolgte bei den ersten Exemplaren ausschließlich durch Batterien, ab Gemini 5 durch Polymerelektrolytbrennstoffzellen. Das elektrische System des Raumschiffs lief mit 25 Volt Gleichspannung. Geräte, die Wechselspannung benötigten, benutzten eigene Wechselrichter.

#### Lebenserhaltungssysteme
Die Lebenserhaltungssysteme versorgten die Astronauten mit Sauerstoff und Wasser und sorgten für eine angenehme Temperatur in Kabine und Raumanzug. Außerdem wurden Kohlendioxid, Feuchtigkeit und Urin entsorgt.
Da die Geräte im Raumschiff wesentlich mehr Wärme entwickelten als die im Mercury-Raumschiff, und das auch über eine wesentlich längere Zeit, war die Temperaturregelung besonders wichtig. Die Temperatur in der Kabine betrug üblicherweise etwa 18 °C und stieg während des Wiedereintritts auf etwa 49 °C. Als planbares Maximum wurden 93 °C angenommen.
Die Kabinenatmosphäre während des Fluges bestand aus reinem Sauerstoff bei einem Druck von ca. 0,34 bar. Die dafür notwendige Sauerstoffversorgung erfolgte beginnend zwei Stunden vor dem Start bis zur Abtrennung von der Geräteeinheit kurz vor dem Wiedereintritt durch das Primärsystem. Der Sauerstoff wurde in einem kugelförmigen Tank in der Geräteeinheit gehalten. Das Backupsystem bestand aus zwei Tanks im Wiedereintrittsmodul und sicherte für etwa drei Stunden einen üblichen Verbrauch ab. Es wurde planmäßig nach Abtrennung des Primärsystems aktiviert oder wenn in diesem der Druck unter 5,2 bar fiel. Ein drittes Sauerstoffsystem wäre aktiviert worden, wenn sich die Astronauten mit dem Schleudersitz aus der Kabine hätten katapultieren müssen. Das von den Astronauten ausgeatmete Kohlendioxid wurde unter Nutzung von Lithiumhydroxidfiltern aus der Kabinenatmosphäre entfernt.
Wasser war in mehreren Tanks in Geräteeinheit und Rückkehreinheit vorrätig. Ungefähr 18 l konnten für die Kühlung und über einen Trinkschlauch auch als Trinkwasser verwendet werden. Ab Gemini 5 erfolgte die Energieversorgung durch Brennstoffzellen die neben Elektroenergie auch Wasser bereitstellten.

#### Computer

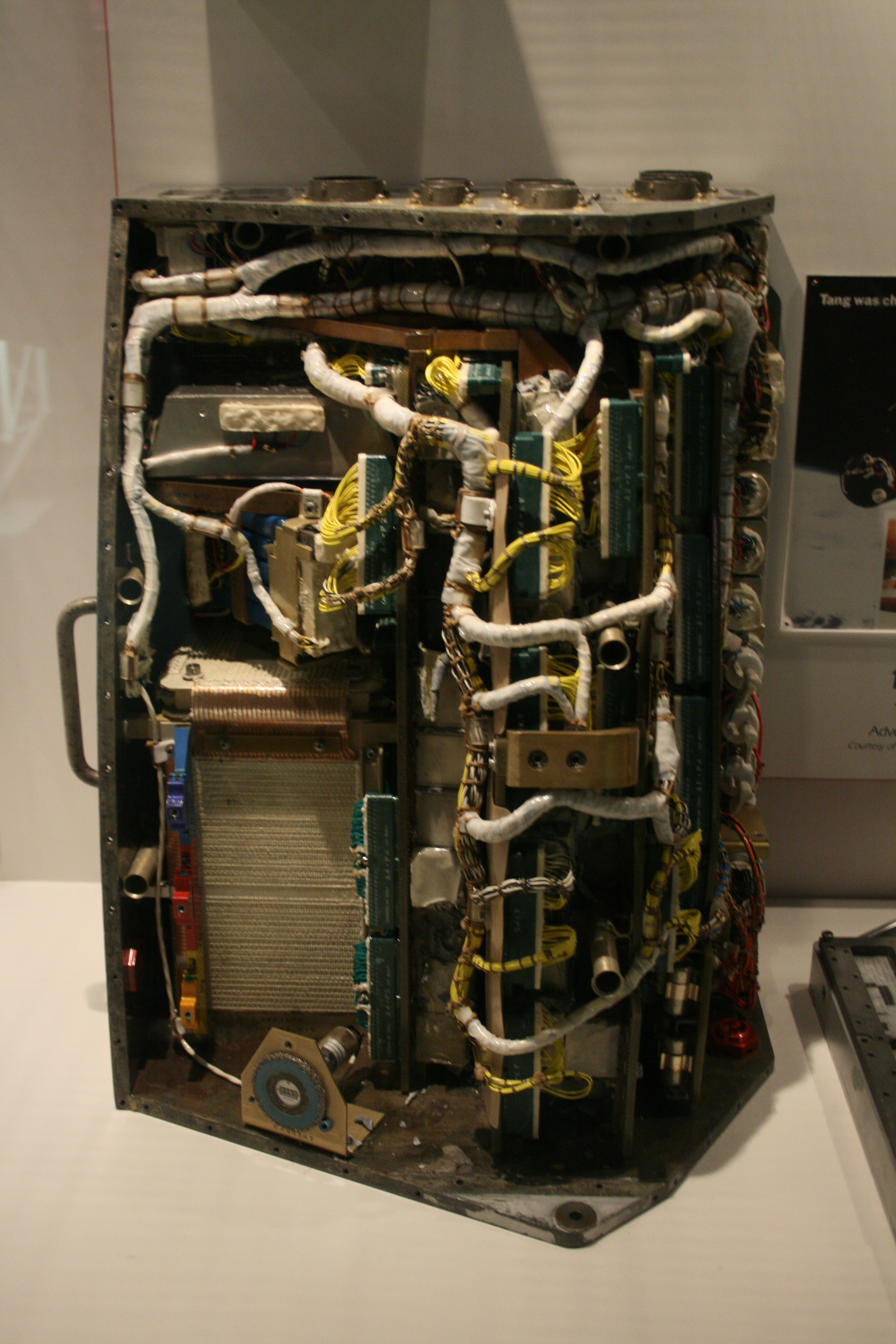
Gemini Guidance Computer

Das Gemini-Raumschiff hatte mit dem Gemini Digital Computer (auch Gemini Guidance Computer) erstmals auch einen Computer an Bord, der Flugmanöver berechnen konnte. Er bestand aus fünf Platinen, die mit diskreten Bauelementen bestückt waren und hatte eine Masse von 26,6 kg. Der Computer hatte einen Speicher von 160 kbit (4096 Wörter zu je 39 Bit). Additionen, Subtraktionen und Übertragungen konnten in 140 Mikrosekunden durchgeführt werden, Multiplikationen in 420 Mikrosekunden und Divisionen in 840 Mikrosekunden.

#### Kommunikation
Das Gemini-Raumschiff verfügte über Kurzwellen- und UKW-Funkgeräte, sowohl für Duplex-Sprachverkehr, als auch für Datenübertragung in beide Richtungen. Die Datenübertragung erfolgte sowohl frequenzmoduliert in Echtzeit als auch verzögert (zwischengespeichert auf Bandlaufwerk) in PCM-Modulation.
Eine Sprechfunkverbindung bestand schon vor dem Abheben mit der Besatzung des Startzentrums und war bis nach der Wasserung mit den Bergungsmannschaften möglich.
Der Funkverkehr wurde nur zwei Mal planmäßig unterbrochen. Die erste Unterbrechung erfolgte während des Wiedereintritts, dauerte etwa 6 bis maximal 8 Minuten und wurde durch Plasma verursacht. Die zweite Unterbrechung von etwa 30 Sekunden Dauer erfolgte beim Öffnen des Hauptfallschirms, nachdem die Antenne im Kopplungsadapter gerade abgetrennt worden war, und sich die nächste Antenne noch nicht aufgestellt hatte.
Das Raumschiff verfügte über zwei Radarsender. Ein C-Band-Transponder und ein S-Band-Transponder arbeiteten als Sekundärradar, wobei das C-Band-Signal über verschiedene Antennendiagramme abgestrahlt werden konnte. Ein Funksender diente zur Groberfassung.

### Triebwerke
Das Gemini-Raumschiff verfügte über drei verschiedene Triebwerkssysteme.

#### Lageregelungstriebwerke
Das Orbit Attitude And Maneuver System (OAMS) diente zur Lageregelung und zum Manövrieren des Raumschiffs. Es war während des Großteils des Fluges aktiv, von der Trennung der letzten Raketenstufe beim Start bis zur Abtrennung des Geräteteils kurz vor dem Wiedereintritt.
Das OAMS bestand aus 16 fest montierten Triebwerken mit konstantem Schub:
- Acht Triebwerke hatten je 110 N Schub. Sie wurden paarweise gezündet, um das Raumschiff um eine der drei Raumachsen zu drehen.
- Sechs Triebwerke hatten je 440 N Schub. Sie wurden für Bewegungen entlang der drei Raumachsen eingesetzt
- Zwei Triebwerke mit je 380 N Schub waren an der Spitze des Raumschiffs montiert und sorgten für Schub nach hinten.

Als Treibstoff wurde Monomethylhydrazin verwendet, als Oxidator Distickstofftetroxid. Zur Treibstoffförderung wurden die Tanks mit Helium unter Druck gesetzt. Die Treibstoffmenge variierte von Mission zu Mission.
Während des Flugs von Gemini 8 trat ein Fehler im OAMS auf, als eine Düse sich verklemmte und das Raumschiff in unkontrollierte Taumelbewegungen geriet. Den Astronauten Neil Armstrong und David Scott gelang es, das OAMS abzuschalten und mit Hilfe des RCS das Raumschiff wieder unter Kontrolle zu bringen. Nach den Missionsregeln musste die Mission jedoch abgebrochen werden.

#### Bremsraketen
Das Bremsraketensystem (Retrograde Rocket System, RRS) bestand aus vier Feststoff-Raketen von je 11 kN Schub, die an der Geräteeinheit montiert waren. Zum Verlassen der Umlaufbahn wurden die Raketen nacheinander in Abständen von 5,5 Sekunden gezündet. Danach wurden die Raketen abgetrennt.

#### Reentry Control Systems (RCS)
Das Wiedereintritts-Steuerungssystem (Reentry Control System, RCS) war im Wiedereintrittsmodul vor der Kabine installiert. Es bestand aus zwei identischen Systemen, die aus Redundanzgründen unabhängig voneinander waren. Auch beim Versagen eines der Systeme hätte das andere für eine sichere Landung am vorhergesehenen Landepunkt sorgen können.
Jedes der beiden Antriebssysteme bestand aus acht fest installierten Flüssigkeits-Triebwerken von je 110 N. Wie beim OAMS wurden Monomethylhydrazin und Distickstofftetroxid aus zylindrischen Titantanks verwendet, zur Druckregelung wurde jedoch Stickstoff eingesetzt.

## Weitere Verwendung

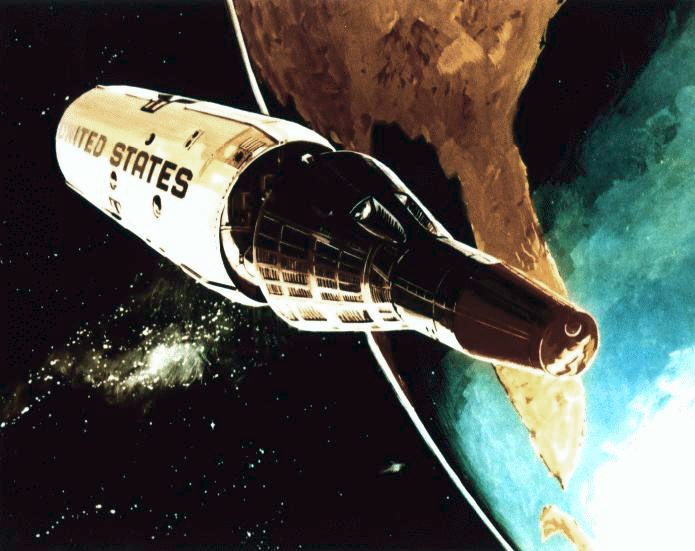
Geplante militärische Raumstation MOL mit Gemini-Raumschiff

Außer der tatsächlich verwendeten Entwicklung des Gemini-Raumschiffs gab die NASA noch weitere Studien in Auftrag, um erweiterte Einsatzmöglichkeiten zu untersuchen. Technisch wäre es sogar möglich gewesen, mit dem Gemini-Raumschiff einen Flug zum Mond durchzuführen, allerdings mit einer anderen Trägerrakete. Die Pläne für eine Mondumrundung wurden nicht weiterverfolgt, weil die NASA das Apollo-Projekt mit einer bemannten Landung bis zum Ende des Jahrzehnts als erklärtes Ziel hatte.
Von Seite der US Air Force gab es ab 1963 Pläne, das Gemini-Raumschiff für die militärische Raumstation Manned Orbiting Laboratory (MOL) zu verwenden. Ein unbemannter Testflug, Gemini-B, erfolgte am 3. November 1966, wobei das Raumschiff Gemini 2 wiederverwendet wurde. Das Programm wurde 1969 eingestellt.

## Einsatz und Verbleib
Insgesamt wurden 12 flugfähige Exemplare hergestellt. Die ersten beiden, Gemini 1 und Gemini 2, wurden zu einem orbitalen und einem suborbitalen unbemannten Testflug verwendet. Der bemannte Jungfernflug erfolgte am 23. März 1965 mit Gemini 3, der letzte Einsatz wurde im November 1966 mit Gemini 12 durchgeführt.
Gemini 1 verglühte in der Erdatmosphäre. Die Rückkehrkapseln der anderen Raumschiffe wurden nach der Landung an Museen in den Vereinigten Staaten übergeben:
| Raumschiff | Besatzung         | Flug           | Flugdauer  | Verbleib                                                           |
| ---------- | ----------------- | -------------- | ---------- | ------------------------------------------------------------------ |
| Gemini 1   | (unbemannt)       | April 1964     | 4 Tage     | in der Erdatmosphäre verglüht                                      |
| Gemini 2   | (unbemannt)       | Januar 1965    | 18 Minuten | Air Force Space & Missile Museum, Cape Canaveral Air Force Station |
| Gemini 3   | Grissom, Young    | März 1965      | 5 Stunden  | Grissom Memorial, Spring Mill State Park, Mitchell (Indiana)       |
| Gemini 4   | McDivitt, White   | Juni 1965      | 4 Tage     | National Air and Space Museum, Washington, D.C.                    |
| Gemini 5   | Cooper, Conrad    | August 1965    | 8 Tage     | Lyndon B. Johnson Space Center, Houston, Texas                     |
| Gemini 6   | Schirra, Stafford | Dezember 1965  | 1 Tag      | Stafford Air & Space Museum, Weatherford, Oklahoma                 |
| Gemini 7   | Borman, Lovell    | Dezember 1965  | 14 Tage    | Steven F. Udvar-Hazy Center, Chantilly (Virginia)                  |
| Gemini 8   | Armstrong, Scott  | März 1966      | 11 Stunden | Armstrong Air and Space Museum, Wapakoneta, Ohio                   |
| Gemini 9   | Stafford, Cernan  | Juni 1966      | 3 Tage     | Kennedy Space Center, Cape Canaveral, Florida                      |
| Gemini 10  | Young, Collins    | Juli 1966      | 3 Tage     | Kansas Cosmosphere and Space Center, Hutchinson (Kansas)           |
| Gemini 11  | Conrad, Gordon    | September 1966 | 3 Tage     | California Museum of Science and Industry, Los Angeles             |
| Gemini 12  | Lovell, Aldrin    | November 1966  | 4 Tage     | Adler Planetarium, Chicago                                         |

Die Flugdauer wurde nicht kontinuierlich gesteigert, weil die Flüge unterschiedliche Ziele hatten. Gemini 3 und 4 waren reine Erprobungsflüge, Gemini 5 und 7 Langzeitflüge. Die Kurzmission Gemini 6 hatte nur das Rendezvous mit Gemini 7 zum Ziel. Die Missionen Gemini 8 bis 12 hatten Kopplungen und Weltraumausstiege zum Ziel, dabei musste die Mission Gemini 8 abgebrochen werden.